# Marcillat-en-Combraille
Marcillat-en-Combraille là một xã trong tỉnh Allier, thuộc vùng hành chính Auvergne-Rhône-Alpes của nước Pháp, có dân số là 912 người (thời điểm 1999).

## Nhân khẩu học
| 1962  | 1968  | 1975  | 1982 | 1990 | 1999 |
| ----- | ----- | ----- | ---- | ---- | ---- |
| 1.087 | 1.147 | 1.011 | 976  | 866  | 912  |

## Các thành phố kết nghĩa
- Wadersloh, Đức
- Faulungen, Đức